# Komet Barnard-Boattini
Komet Barnard-Boattini ali 206P/Barnard-Boattini je periodični komet z obhodno dobo približno 5,8 let.
Komet pripada Jupitrovi družini kometov. Spada tudi med blizuzemeljska telesa (NEO).

## Odkritje[1]
Komet je odkril 13. oktobra 1892 ameriški astronom Edward Emerson Barnard na Observatoriju Lick v Kaliforniji, ZDA. Odkritje tega kometa je pomembno zato, ker je bil to prvi komet, ki so ga odkrili na fotografiji. Komet se je gibal blizu Zemlje samo približno en teden pred odkritjem. Komet je bil pozneje izgubljen. Ponovno ga je 7. oktobra 2008 našel italijanski astronom Andrea Boattini v okviru projekta Catalina Sky Survey.